# Decaisnea

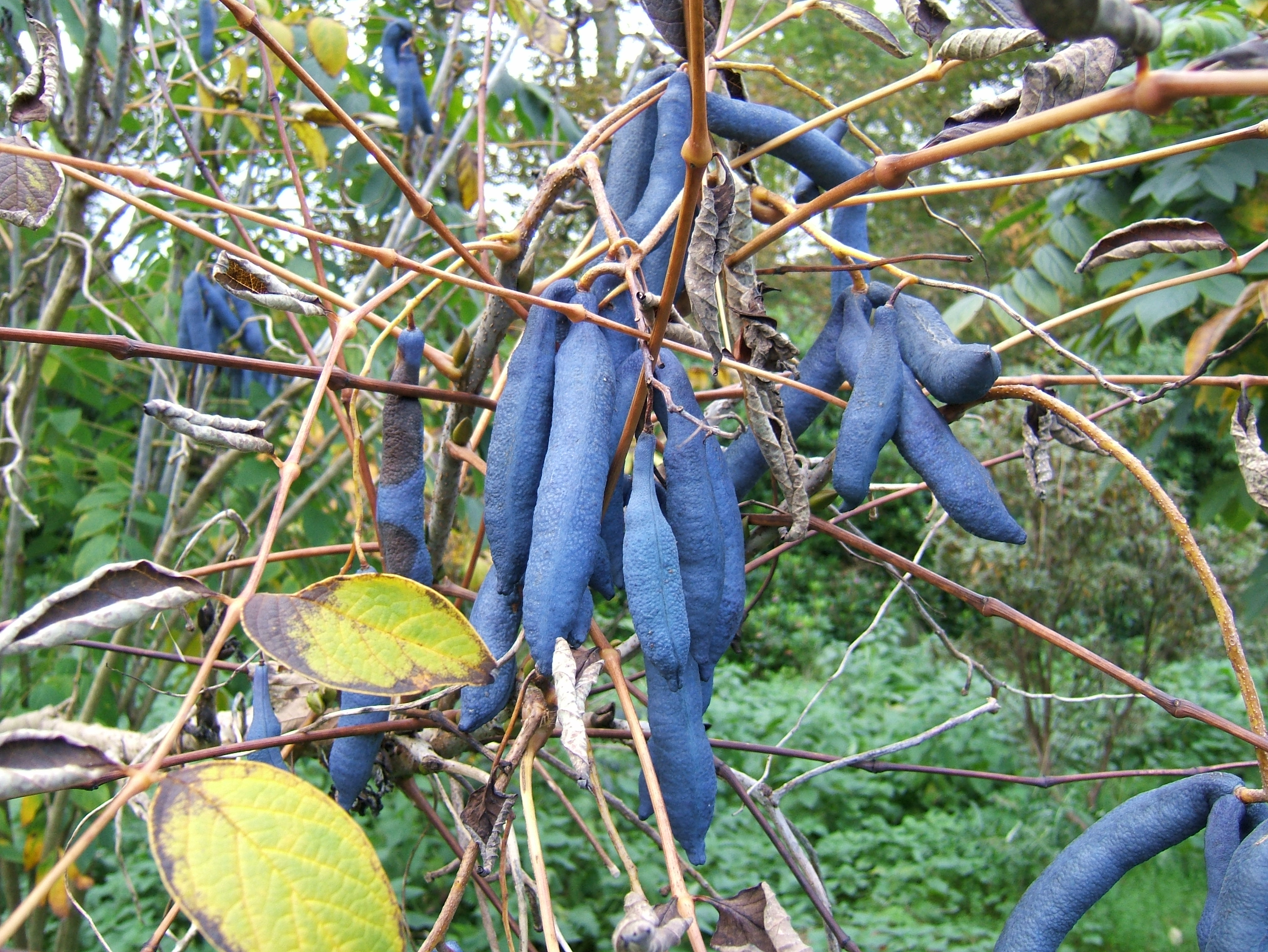
Frutos in situ

Decaisnea  es un género monotipo de plantas de flores perteneciente a la familia Lardizabalaceae, nativo del este de  Asia, desde el oeste de  China hasta  Nepal y sur de Birmania.
El género comprende una especie en Asia. Decaisnea insignis (Griffith) Hook.f. & Thomson fue descubierta en  Nepal, y en algunos lugares del  Himalaya, con la planta china Decaisnea fargesii Franch.. La única referencia  (e.g. Bean 1973, Rushforth 1999) entre las plantas de las dos regiones es el color de su fruto, amarillo-verdoso en  D. insignis y azulado en  D. fargesii. Esta el la pequeña diferencia entre las dos ahora unidas bajo el mismo nombre de  D. insignis por algunos autores (e.g. Flora of China). No se debe confundir este género con Decaisnea Lindl., 1832 y Decaisnea Brongn., 1834, que son Orchidaceae.
Son arbustos caducos o pequeños árboles que alcanzan los  5-8 m de altura con un tronco de  20 cm de diámetro. 
Las hojas son pinnadas de  60-90 cm de longitud con 13-25 alas, cada una de  7-15 cm de longitud y  5-10 cm de ancho. 
Las flores se producen en panículas de  25-50 cm de longitud, cada flor de color amarillo-verdoso de 3-6 cm de diámetro, con seis sépalos y sin pétalos. 
El fruto es un folículo de color amarillo-verdoso a azulado de  7-10 cm de longitud y  2-3 cm de diámetro, relleno con una pulpa gelatinosa transparente y comestible que contiene numerosas semillas negras de 1 cm de diámetro.

## Especie única
- Decaisnea insignis (sin. Decaisnea fargesii)

### Cultivos
Decaisnea se cultiva como planta ornamental por su decorativo follaje y frutos azul brillante en muchos cultivos.
Su distribución abarca el Himalaya hasta el oeste de China. Las plantas son arbustos de hoja caduca que destacan por sus llamativos frutos comestibles, ornamentales. No es muy difícil lograr que crezca en climas templados más fríos, en tierra fértil y bien drenada. Son muy resistente a las heladas.